# Богатырёва, Софья Игнатьевна
Со́фья Игнатьевна Богатырёва (урождённая Бернштейн; род. 19 марта 1932) — советский и американский историк литературы, публикатор, мемуарист.

## Биография
Софья Бернштейн родилась в 1932 году в Москве. Дочь писателя Александра Ивича и Анны Марковны Бамдас, первая жена поэта-переводчика Константина Богатырёва; племянница элетротехника Александра Бамдаса и поэта Моисея Бамдаса.
Окончила филологический факультет МГУ; занималась литературой для детей и детским творчеством; в течение 15 лет заведовала отделом поэзии журнала «Пионер».
9 августа 1954 года Н. Я. Мандельштам составила два письма-завещения на имя Софьи Богатырёвой, в которых передавала ей права распоряжаться хранившимися в доме текстами Осипа Мандельштама. «Я хотела бы, чтоб вы считали себя полной собственницей их, как если бы вы были моей дочерью или родственницей. Я хочу, чтобы за вами было закреплено это право», — писала Н. Я. Мандельштам Софье Богатырёвой.
В дальнейшем выступала в печати как мемуарист, публикатор, автор работ о поэзии и прозе Серебряного века («Записная книжка Владислава Ходасевича», «Завещание», «Воля поэта и своеволие его вдовы», «Владислав Ходасевич о Пушкине», «Памяти Картонного домика»); она автор трех книг для детей и подростков и более чем трехсот статей, исследований и эссе, опубликованных в русских, американских и европейских изданиях.
Начиная с 1989 года читала курсы лекций, посвященных русской литературе, в Миддлбери-колледже, штат Вермонт, в университете штата Висконсин, денверском и лондонском университетах. Богатырёва — член совета Международного Мандельштамовского общества, почётный член The National Slavic Society (США). Живёт в Денвере, штат Колорадо.
В 2019 году в Москве вышла в свет большая книга воспоминаний Софьи Богатырёвой «Серебряный век в нашем доме».

### Книги
- Богатырёва С. И., Селезнёва Е. В. Литературная карта России. Приглашение к путешествию. — М.: Собрание, 2006. — 288 с. ISBN 5-9606-0023-4.
- Богатырёва С. И. Серебряный век в нашем доме. — М.: АСТ — Редакция Елены Шубиной, 2019. — 576 с. Оглавление и вступительное слово автора

### Избранные публикации
- Богатырёва С. И. «Старая толстая Сафо» // Вопросы литературы. — 1989 — № 3. — C. 275—278.
- Богатырёва С. И. Завещание // Вопросы литературы. — 1992. — № 2. — С. 250—276.
- Богатырева С. И. Воля поэта и своеволие его вдовы // «Отдай меня, Воронеж…». Третьи международные Мандельштамовские чтения — Воронеж: Мандельштамовское о-во. — 1995. — С. 360—377.
- Богатырёва С. И. Путешествие в стихах на фоне путешествия в действительности : («Фаэтонщик» О. Мандельштама в реальном, интертекстуальном и социальном контексте) // «Сохрани мою речь…». — М. : Российский государственный гуманитарный университет (РГГУ). — Вып.3: Ч.1 : Публикации; Статьи. — М.: Российский государственный гуманитарный университет (РГГУ). — 2000. — С. 119—137. — (Записки Мандельштамовского общества).
- Богатырева С. И. Владислав Ходасевич в нашем семейном архиве // Картина мира и человека в литературе и мысли русской эмиграции = Obras swiata i czlowieka w literaturze i mysli emigracji rosyjskiej. — Krakow : Wydawnictwo Uniwersytetu Jagiellonskiego, 2003. — С. 19-31. — (Rosyjska Literatura Emigracyjna ; 12).
- Богатырёва С. И. Владислав Ходасевич и московский Пролеткульт // Литературная учёба. — 2005. — № 1. — С. 170—179.
- Богатырёва С. И. Памяти «Картонного домика» // A Century’s Perspective : Essays on Russian Literature in Honor of Olga Raevsky Hughes and Robert P. Hughes. — Stanford : Department of Slavic Languages and Literatures Stanford University, 2006 . — 81-122. — (Stanford Slavic Studies ; Vol.32).
- Богатырёва С. И. Хранитель культуры, или До, во время и после «Картонного домика» Архивная копия от 14 сентября 2017 на Wayback Machine// Континент. — 2009. — № 142.
- Богатырёва С. И. Рассказы девочки Зайца Архивная копия от 6 марта 2017 на Wayback Machine // Вопросы литературы. — 2010. — № 6. — С. 378—428.
- Богатырёва С. И. Мой первый Самиздат : «Голубая книга» Осипа Мандельштама // Тарусские страницы : Литературно- художественный иллюстрированный сборник. — Вып.3. — М., 2011. — С. 220—223.
- Богатырёва С. И. Берсут—Чистополь—Москва // Странники войны / Составитель Наталья Громова. — Москва, Астрель, 2012. — С. 153—193.
- Богатырёва С. И. Краткое жизнеописание профессора Сергея Бернштейна, ученого-лингвиста, в воспоминаниях и 43-х документах Архивная копия от 15 июня 2017 на Wayback Machine // Вопросы литературы. — 2013. — № 6. — С. 161—228.
- Богатырёва С. И. Уход. Из истории одного архива. // Знамя. — 2015. — № 2 Архивная копия от 6 марта 2017 на Wayback Machine-3 Архивная копия от 6 марта 2017 на Wayback Machine
- Богатырёва С. И. Побеждает Надежда / Победители конкурса эссе к 125-летию Осипа Мандельштама II Архивная копия от 6 марта 2017 на Wayback Machine // Новый мир. — 2016. — № 2.
- Богатырёва С. И. Дядя Витя, папин друг. Виктор Шкловский и Роман Якобсон — вблизи // Знамя. — 2018. — № 10.

## Интервью, ссылки, рецензии
- Софья Богатырёва в передаче у Севы Новгородцева Архивная копия от 5 апреля 2020 на Wayback Machine : аудиозапись // Audiapedia : Свидетель. — 2000.
- Марина Корец. При тайном свете Мандельштама : Интервью с Софьей Богатыревой Архивная копия от 9 декабря 2016 на Wayback Machine // Труд. — 2002. — 3 октября.
- «В то время я гостила на земле…». Интервью с литературоведом Софьей Богатырёвой // Горизонт. — 2008. — 1 октября.
- Софья Богатырёва с воспоминаниями в музее Марины Цветаевой Архивная копия от 5 апреля 2020 на Wayback Machine : аудиозапись // Audiapedia : Свидетель. — 2009.
- Софья Богатырёва. Папка Мандельштама Архивная копия от 2 июля 2020 на Wayback Machine : аудиозапись // Audiapedia : Свидетель. — 2010.
- Майя Пешкова. Эксклюзивно об Иосифе Бродском : Интервью с Софьей Богатыревой Архивная копия от 29 августа 2012 на Wayback Machine // Радио «Эхо Москвы» : Непрошедшее время. — 2012. — 27 мая.
- Майя Пешкова. Вспоминая родных и близких : Интервью с Софьей Богатыревой Архивная копия от 6 апреля 2017 на Wayback Machine // Радио «Эхо Москвы» : Непрошедшее время. — 2013. — 22 сентября.
- "Софья Богатырева: Вместо «Алло» она говорила: «Здравствуйте, что случилось?» К столетию Фриды Вигдоровой Архивная копия от 9 января 2017 на Wayback Machine// Новая газета, 18 марта, 2015.
- Тайна архива Мандельштама Архивная копия от 1 мая 2017 на Wayback Machine : рассказ Сони Богатыревой // ТВ Канал «Культура».
- Тайна архива Ходасевича Архивная копия от 7 августа 2019 на Wayback Machine : рассказ Сони Богатыревой // ТВ Канал «Культура».
- Софья Богатырева. Ольга Репина. Свободный человек в несвободном мире Архивная копия от 23 декабря 2021 на Wayback Machine : о поэте и переводчике Константине Богатыреве (1925—1976) // Русское слово. — 2017. — 24 марта.
- Марк Вейцман. Рискуя попасть в ГУЛАГ : К 85-летию со дня рождения Софьи Богатырёвой // Сайт еженедельной газеты «Мы здесь» (Нью-Йорк). — 2017. — 29 сентября.
- Ольга Репина. Нобелевская премия Бориса Пастернака. Богатырёва С. И. Три встречи с Пастернаком // Русское слово. — 2018. — 22 октября.
- Михаил Садовский. Папка Мандельштама Архивная копия от 19 марта 2021 на Wayback Machine // Клаузура : литературно-публицистический просветительский журнал. — 2019. — 11 сентября.
- Книжная полка Никиты Елисеева. Выпуск 80. Семья — как зеркало русской культуры XX века. Рецензия на кн.: Богатырёва С. И. Серебряный век в нашем доме. — М.: АСТ — Редакция Елены Шубиной, 2019 // Центр чтения Российской национальной библиотеки.
- Эльвира Мороз. Наследница по прямой. Рецензия на кн.: Богатырёва С. И. Серебряный век в нашем доме. — М.: АСТ — Редакция Елены Шубиной, 2019 // Знамя. — 2019. — № 12.